# Pseudosarbia
Pseudosarbia is een geslacht van vlinders van de familie dikkopjes (Hesperiidae), uit de onderfamilie Hesperiinae.

## Soorten
- P. flavofasciata Skinner, 1921
- P. phoenicola Berg, 1897